# Phyllis
Phyllis  è un nome proprio di persona inglese femminile.

## Varianti
- Femminili: Phillis[2][1], Philis[1], Philiss[1], Phyllida[1], Phillida[1]

## Origine e diffusione
Deriva dal greco Φύλλις e significa "fogliame" (da phyllon, "foglia"); una variante comune è Phillis, forse influenzata dalla radice greca phil che indica l'amore. La variante Phyllida deriva da Φύλλιδος (Phyllidos), forma genitiva di Phyllis, e veniva usata nelle poesie pastorali del XVII secolo.
Il nome è una ripresa del personaggio mitologico Phyllis (reso in italiano con Filide o Fillide), che per sfuggire a Demofonte si trasformò in un nocciolo. Cominciò ad essere usato come nome proprio di persona in Inghilterra dal XVI secolo, anche se veniva spesso confuso con Felicia.
Secondo una leggenda assai nota e diffusa, ma di origine incerta, Fillide sarebbe stata una cortigiana indiana di Alessandro Magno; giovane e bella, riuscì ad attrarre Alessandro, tanto che il suo precettore Aristotele volle rimproverarlo; allora la ragazza, per vendicarsi del severo filosofo, ormai anziano, lo sedusse e poi lo umiliò convincendolo a farsi sottomettere e a farsi cavalcare da lei, come in groppa a un quadrupede.

## Onomastico
Non esistono sante che portano questo nome, che quindi è adespota. L'onomastico può essere festeggiato in occasione di Ognissanti, il 1º novembre.

## Persone

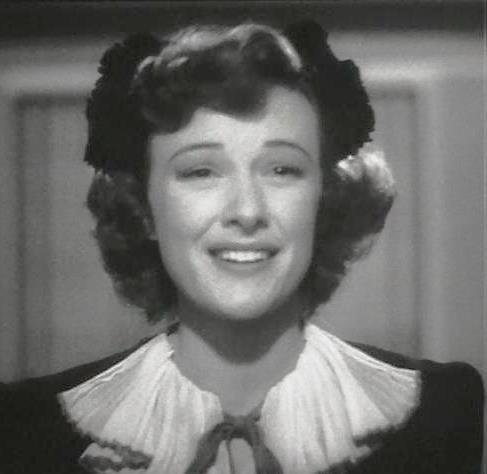
Phyllis Thaxter

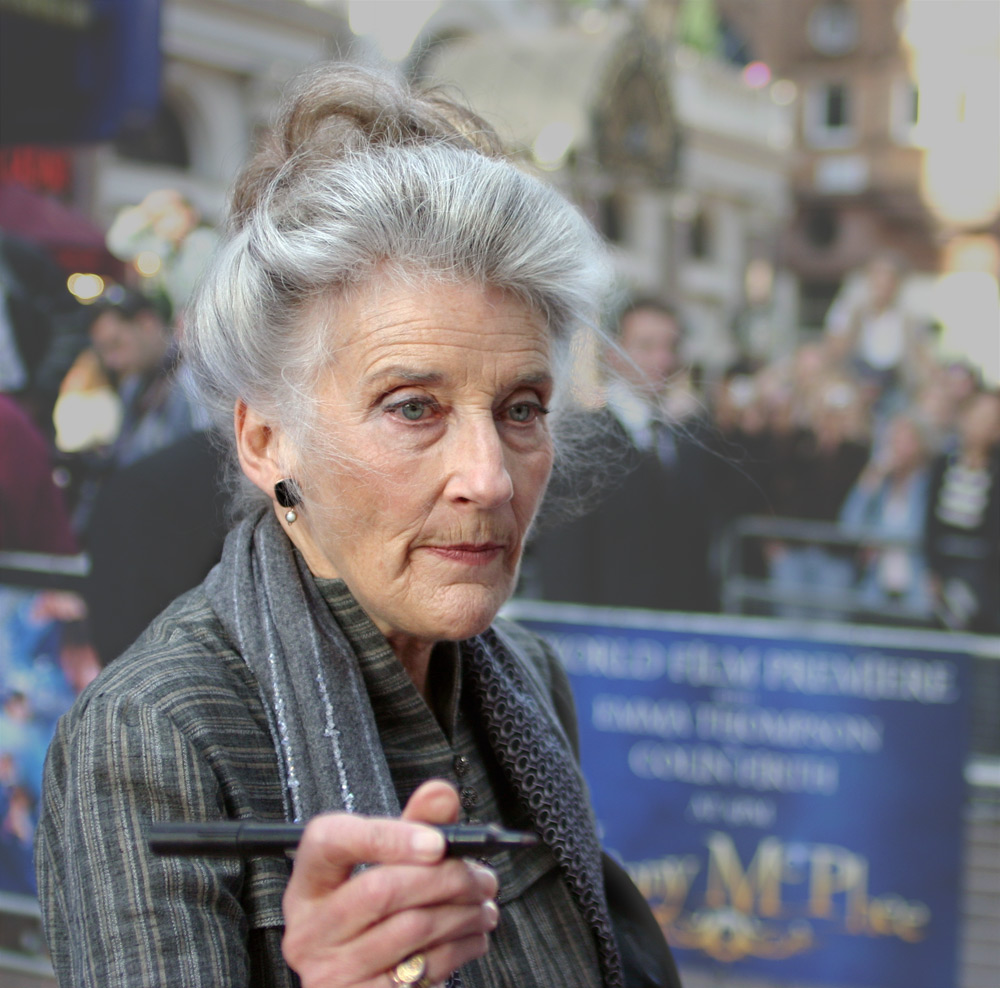
Phyllida Law

- Phyllis Allen, attrice statunitense
- Phyllis Curott, saggista, avvocato e wiccan statunitense
- Phyllis Dalton, costumista britannica
- Phyllis Danaher, ballerina, insegnante e coreografa australiana
- Phyllis Diller, attrice e doppiatrice statunitense
- Phyllis George, modella e conduttrice televisiva statunitense
- Phyllis Haver, attrice statunitense
- Phyllis Dorothy James, scrittrice e politica britannica
- Phyllis Schlafly, scrittrice e politica statunitense
- Phyllis Smith, attrice statunitense
- Phyllis Thaxter, attrice statunitense

### Varianti
- Phyllida Law, attrice scozzese
- Phyllida Lloyd, regista e direttrice teatrale inglese
- Phillis Wheatley, poetessa statunitense

Variante Fillide
- Fillide Giorgi Levasti, pittrice italiana
- Fillide Melandroni, cortigiana italiana

## Il nome nelle arti
- Phyllis è un personaggio del romanzo di Pierre Boulle Il pianeta delle scimmie.
- Phyllis è un personaggio del film del 1964 Tre donne per uno scapolo, diretto da Delbert Mann.
- Phyllis è un personaggio del videogioco Tales of Pirates.
- Phyllis Baxter è un personaggio della serie televisiva Downton Abbey.
- Phyllis Carlson è un personaggio del film del 1974 Un Natale rosso sangue, diretto da Bob Clark.
- Phyllis Dietrichson è un personaggio del film del 1944 La fiamma del peccato, diretto da Billy Wilder
- Phillis Holman è un personaggio del romanzo di Elizabeth Gaskell La cugina Phillis.
- Phyllis Kearns è un personaggio del film del 2008 Flash of Genius, diretto da Marc Abraham.
- Phyllis Kroll è un personaggio della serie televisiva The L Word.
- Phyllis Lapin è un personaggio della serie televisiva The Office.
- Phyllis Lindstrom è un personaggio della serie televisiva Phyllis.
- Phyllis Martin è un personaggio del film del 1953 La grande nebbia, diretto da Ida Lupino.
- Phyllis Matthews è un personaggio del film del 1954 Ragazze audaci, diretto da Joseph Pevney.
- Phyllis McNamara è un personaggio del film del 1961 Uno, due, tre!, diretto da Billy Wilder.
- Phyllis Ruxton è un personaggio del musical Oh, Kay!.
- Phyllis Stone è un personaggio del film del 1972 L'ultima casa a sinistra, diretto da Wes Craven.
- Phyllis Summers Newman è un personaggio della soap opera Febbre d'amore.
- Phyllis Van de Kamp è un personaggio della serie televisiva Desperate Housewives.
- Phyllis Wiecek è un personaggio della serie televisiva Per amore e per onore.
- La capanna della zia Phillis di Mary Henderson Eastman fu uno dei più noti romanzi della cosiddetta letteratura anti-Tom.
- Fillide, è il  nome di una delle città presenti in Le città invisibili di Italo Calvino.

## Toponimi
- 556 Phyllis è un asteroide della fascia principale, che prende il nome dalla già citata Filide della mitologia greca.